# Équiprobabilité
Pour les articles homonymes, voir Probabilité (homonymie).
En théorie des probabilités et en statistique, l'équiprobabilité de deux évènements signifie que ces deux évènements ont une même probabilité. Dans le cas où l'ensemble des valeurs possibles est fini, l'équiprobabilité est une notion importante pour les singletons (évènements ne contenant qu'une valeur).
Cette définition intuitive s'écrit de manière plus formelle. La notion d'équiprobabilité nécessite la définition préalable d'une probabilité, ou plus précisément d'un espace probabilisé {\displaystyle (\Omega ,{\mathcal {T}},\mathbb {P} )}. Deux évènements {\displaystyle A\in {\mathcal {T}}} et {\displaystyle B\in {\mathcal {T}}} sont alors dits équiprobables si et seulement s'ils vérifient {\displaystyle P\left(A\right)=P\left(B\right)}.

## Univers fini
L'équiprobabilité est une propriété particulièrement recherchée lorsque l'univers est fini, c'est-à-dire lorsque le nombre de valeurs possibles est fini. C'est le cas, par exemple, lors d'un jeté de dé ou d'un jeu de pile ou face. Dans ce cas, le calcul des probabilités correspond à du dénombrement et à de l'analyse combinatoire.
On considère ici un univers {\displaystyle \Omega } fini à {\displaystyle n} éléments : {\displaystyle 1,2,\dots ,n}. On munit cet univers d'une tribu. Lorsque cet univers modélise une expérience aléatoire, il est courant d'utiliser l'ensemble des parties (appelée tribu discrète) {\displaystyle {\mathcal {P}}(\Omega )} pour tribu puisqu'elle est de cardinal fini et qu'elle contient tous les évènements possibles.
Pour {\displaystyle \Omega =\{1,2,\dots ,n\}}, la tribu discrète contient, entre autres, tous les singletons {\displaystyle \{1\},\{2\},\dots ,\{n\}}. La probabilité {\displaystyle \mathbb {P} } est caractérisée par la donnée des probabilités de chacun d'eux : {\displaystyle \mathbb {P} (\{1\}),\mathbb {P} (\{2\}),\dots ,\mathbb {P} (\{n\})}.
Définition —  Les évènements élémentaires ou singletons, {\displaystyle (\{i\}\;,\;1\leq i\leq n)}, sont dits équiprobables s'ils ont tous la même probabilité.
Ainsi : {\displaystyle \mathbb {P} (\{1\})=\mathbb {P} (\{2\})=\dots =\mathbb {P} (\{n\})={\frac {1}{n}}}.
Autrement dit, il y a équiprobabilité si la mesure de probabilité est uniforme sur les singletons.
La probabilité d'un évènement {\displaystyle A\in {\mathcal {T}}} est la somme des probabilités des évènements élémentaires de {\displaystyle A}, ce qui s'écrit mathématiquement par : {\displaystyle \mathbb {P} (A)=\sum _{\{i\}\in A}\mathbb {P} (\{i\})}. Dans le cas où les singletons sont équiprobables, on en déduit la très utile formule (écrite sous plusieurs formes) :
{\displaystyle \mathbb {P} (A)=\sum _{\{i\}\in A}{\frac {1}{n}}={\frac {Card(A)}{n}}={\frac {Card(A)}{Card(\Omega )}}.}
Ce qui se traduit par : « la probabilité d'un évènement {\displaystyle A} est égale au nombre de cas favorables pour la réalisation de {\displaystyle A} divisé par le nombre total de cas possibles ».
Pour utiliser cette formule, le travail préliminaire à réaliser est donc de choisir le bon univers {\displaystyle \Omega } qui modélise l'expérience aléatoire et tel que les singletons de {\displaystyle {\mathcal {P}}(\Omega )} soient équiprobables. Et toute la difficulté revient à savoir s'il y a équiprobabilité, la réponse n'est pas claire dans le cas du paradoxe de Bertrand, par exemple.

### Exemples
1. On effectue un lancer d'un dé à six faces et on s'intéresse à la probabilité de {\displaystyle A:} : « obtenir un chiffre pair ». On considère que le dé est équilibré, c'est-à-dire que chaque face à la même probabilité d'apparaitre. Dans cet exemple, on choisit l'univers le plus naturel : {\displaystyle \Omega =\{1,2,3,4,5,6\}}. On le munit de sa tribu discrète. On est bien dans le cas d’équiprobabilité, la formule donne :
{\displaystyle \mathbb {P} (A)={\frac {Card(A)}{Card(\Omega )}}={\frac {3}{6}}={\frac {1}{2}}}.
2. On effectue maintenant un lancer de deux dés simultanément et on s'intéresse à la probabilité de {\displaystyle A:} « la somme des deux dés donne 7 ». comme précédemment, les dés sont équilibrés et chaque face a autant de chance d'apparaitre que les autres.
  - Premier choix d'univers : {\displaystyle \Omega =\{2,3,4,\dots ,11,12\}}, ce qui correspond à toutes les valeurs possibles pour la somme. On le munit de sa tribu discrète. Ce choix amène un problème puisque {\displaystyle \mathbb {P} (\{2\})} : « probabilité d'obtenir une somme égale à deux » est différent de {\displaystyle \mathbb {P} (\{7\})} : « probabilité d'obtenir une somme égale à sept ». Pour s'en convaincre, on peut réaliser un arbre de probabilité.
  - Deuxième choix d'univers : {\displaystyle \Omega =\{1,\dots ,6\}\times \{1,\dots ,6\}}, c'est-à-dire que {\displaystyle \Omega } contient tous les couples de valeurs dont la première est le résultat du premier dé, et la deuxième celui du deuxième dé. Cet ensemble produit est fini, on le munit de sa tribu discrète. Dans ce cas, il y a équiprobabilité ; pour s'en convaincre, il faut voir qu'il faut différencier les deux dés et considérer toutes les valeurs possibles des deux dés. L'univers {\displaystyle \Omega } possède {\displaystyle 6^{2}=36} éléments. L'évènement {\displaystyle A=\{(1,6),(2,5),(3,4),(4,3),(5,2),(6,1)\}} contient six éléments. En appliquant la formule, on obtient
{\displaystyle \mathbb {P} (A)={\frac {6}{36}}={\frac {1}{6}}.}